# 横田栄司
横田 栄司（よこた えいじ、1971年10月11日 - ）は日本の男性俳優。東京都出身。文学座所属。身長181cm、体重80kg。愛称は「よこちん」。

## 来歴
- 東京都立青山高等学校卒業後、西武百貨店池袋店で働く。
- 1994年　桐朋学園短期大学部芸術学科演劇専攻卒業。同年文学座研究所入所。
- 1996年 『特ダネ狂騒曲』文学座公演で初舞台。
- 1997年　文学座準座員。
- 1999年　文学座座員、演技部所属。現在にいたる。

## 出演

### 舞台
- 特ダネ狂騒曲（1996年、演出：西川信廣） - 保安官助手カール 役
- 人生と呼べる人生（1997年、演出：鵜山仁） - マスター 役
- ハムレット（1998年、演出：蜷川幸雄） - レアティーズ 役
- 命燃えて(1998年・2000年、演出：西川信廣） - 篠田 役
- リチャード三世（1999年、演出：蜷川幸雄） - ドーセット候 役
- 翔べない金糸雀の唄（1999年、演出：松本祐子） - アーノルド役
- ベント（1999年）
- キューリー夫人（1999年）
- グリークス（2000年、演出：蜷川幸雄） - パトロクロス 役
- ミツコ ウィーンの伯爵夫人(2000年、演出：栗山晶良） - 小作人、クロード・ファレル 役
- 智恵子飛ぶ（2000年）
- 近代能楽集〜卒塔婆小町（2001年、演出：蜷川幸雄） - 詩人 役
- ハムレット（2001年、演出：蜷川幸雄） - ギルデンスターン 役
- 退屈な時間（2002年、演出：高瀬久男） - 神近 役
- 椿姫（2002年、演出：栗山晶良） - ガストン 役
- 恐怖時代（2003年、演出：井上尊晶） - 氏家 役
- 青ひげ公の城（2003年、演出：J・A・シーザー） - 付人コプラ 役
- ハムレット（2003年、演出：ジョナサン・ケント） - ホレイシオ 役
- 砂の戦士たち（2003年、演出：謝珠栄） - プロフェソール・寺田 役
- サイタサイタサクラガサイタ（2003年、演出：得丸伸二） - 舞台監督（まさのぶ）役
- タイタス・アンドロニカス（2004年・2006年、演出：蜷川幸雄） - バシエーナス 役他
- 国粋主義者のための戦争寓話（2004年、演出：鐘下辰夫） - 龍巳少尉 役
- TERRA NOVA（2004年、演出：高橋正徳） - エヴァンズ 役
- ロミオとジュリエット（2004年 - 2005年、演出：蜷川幸雄） - ティボルト 役
- タルチュフ（2004年、演出：大森博史） - タルチュフ 役
- メディア（2005年、演出：蜷川幸雄）
- 恋ぶみ屋一葉(2005年・2008年、演出：江守徹） - 片桐 役
- Happy Hunting Ground 公演vol.6『きゅうりの花』『約三十の嘘』（2005年） - タカオ、三浦 役
- 劇団AUN「夏の夜の夢」・「マクベス 」(2005年、演出：吉田鋼太郎） - オーベロン、マルカム 役
- 信長（2006年、演出：西川信廣） - 丹羽長秀 役
- オレステス（2006年、演出：蜷川幸雄） - プリュギア人 役
- 劇団AUN「終わりよければすべてよし」(2006年、演出：吉田鋼太郎） - ペーローレス 役
- ひばり（2007年、演出：蜷川幸雄） - ラドヴィニュ師 役
- ヴェニスの商人（2007年、演出：グレゴリー・ドーラン） - ロレンゾー 役
- カリギュラ（2007年、演出：蜷川幸雄） - エリコン 役
- リア王（2008年、演出：蜷川幸雄） - 紳士、貴族、騎士 役
- 95kgと97kgのあいだ（2008年・2009年、演出：蜷川幸雄） - 青年 役
- ガラスの仮面（2008年、演出：蜷川幸雄） - 速水真澄 役
- 冬物語（2009年、演出：蜷川幸雄） - ポリクシニーズ 役
- 雨の夏、三十人のジュリエットが還ってきた（2009年、演出：蜷川幸雄） - 北村英一 役
- コースト・オブ・ユートピア（2009年、演出：蜷川幸雄） - ニコライ・ケッチェル 役他
- さいたまネクスト・シアター第1回公演　真田風雲録（2009年、演出：蜷川幸雄） - 真田幸村 役
- ヘンリー六世（2010年、演出：蜷川幸雄） - ウォリック伯爵 役
- ファウストの悲劇（2010年、演出：蜷川幸雄） - 怒り 役他
- じゃじゃ馬馴らし（2010年、演出：蜷川幸雄） - ホーテンショー 役
- さいたまネクスト・シアター第2回公演　美しきものの伝説（2011年、演出：蜷川幸雄） - ルパシカ（小山内薫） 役
- 『カルミナ・ブラーナ』(シエナ・ウインド・オーケストラ）朗読（2011年）
- 劇団AUN「ヴェニスの商人」(2011年、演出：吉田鋼太郎） - グラシアーノ 役
- 阿佐ヶ谷スパイダースPRESENTS　荒野に立つ（2011年、演出：長塚圭史） - 教師 役
- アントニーとクレオパトラ（2011年、演出：蜷川幸雄） - ポンペイ 役
- 劇団AUN「十二夜」（2012年、演出：吉田鋼太郎） - サー・トービー・ベルチ 役
- 宮本亜門リーディング「耳なし芳一」（2012年）
- 南部高速道路（2012年、演出：長塚圭史） - レガシイの男 役
- トロイラスとクレシダ（2012年、演出：蜷川幸雄） - ヘクトル 役
- 海の眼鏡（2012年、演出：高橋正徳） - 幸夫 役
- 東宝「ピアフ」（2013年・2016年、演出：栗山民也） - マルセル・セルダン 役他
- 阿佐ヶ谷スパイダース「あかいくらやみ〜天狗党幻譚〜」（2013年、演出：長塚圭史） - 田中平八、日本兵 役
- ヴェニスの商人（2013年9月、演出：蜷川幸雄） - バサーニオ 役
- マクベス（2013年12月、演出：長塚圭史） - 旅人ロス 役
- アルトナの幽閉者（英語版）（2014年2月、演出：上村聡史） - ヴェルナー 役
- 太陽2068（2014年7月、演出：蜷川幸雄） - 奥寺克哉 役
- 劇団AUN「有馬の家のじごろう」（2014年8月、演出：市村直孝） - 藤太 役
- ジュリアス・シーザー（2014年10月、演出：蜷川幸雄） - ジュリアス・シーザー 役
- ハムレット（2015年1月、演出：蜷川幸雄） - ホレイシオ 役
- 世田谷パブリックシアター＋文学座＋兵庫県立芸術文化センター「トロイラスとクレシダ」（2015年7 - 8月、演出：鵜山仁） - アキリーズ 役
- ヴェローナの二紳士（2015年10月、演出：蜷川幸雄） - アントーニオ、ミラノ大公 役
- あわれ彼女は娼婦（2016年6月、演出：栗山民也） - ヴァスケス 役
- ミュージカル「バイオハザード 〜ヴォイス・オブ・ガイア〜」（2016年9月 - 11月、演出：G2 赤坂ACTシアター / 梅田芸術劇場） - ベルナルド・チャベス 役
- お気に召すまま（2017年1月、演出：マイケル・メイヤー） - オリバー役
- りゅーとぴあプロデュース「エレクトラ」（2017年4月、演出：鵜山仁 世田谷パブリックシアター ほか） - アイギストス 役 [2]
- ワーニャ伯父さん（2017年8月、演出：ケラリーノ・サンドロヴィッチ） - アーストロフ 役
- アテネのタイモン（2017年12月、演出：吉田鋼太郎） - 執事フレヴィアス 役
- 音楽劇「白い病気」（2018年2月、演出：串田和美） - 元帥 役
- ヘンリー五世（2018年5月、演出：鵜山仁） - フルーエリン 役
- レインマン（2018年7月、演出：松井周） - マーストン医師 役他
- 劇団AUN「あかつきの湧昇流」（2018年9月、演出：市村直孝、すみだパークスタジオ倉） - 潮甚平 役
- The Silver Tassie 銀杯（2018年11月、演出：森新太郎） - テディ・フォーラン 役
- ヘンリー五世（2019年2月、演出：吉田鋼太郎） - フランス王 役
- オレステイア（2019年6月、演出：上村聡史） - アガメムノン、アイギストス 役
- 愛と哀しみのシャーロック・ホームズ（2019年9月、演出：三谷幸喜） - マイクロフト・ホームズ 役
- デスノート THE MUSICAL（2020年1月、演出：栗山民也） - 死神リューク 役
- リチャード二世（2020年10月、演出：鵜山仁） - エドマンド・オヴ・ラングリー ヨーク公 役
- ガールズ・イン・クライシス（2020年12月、演出：生田みゆき） - デュラン・デュラン 役
- Oslo(オスロ)（2021年2月、演出：上村聡史）- ヨッシー・ベイリン 役
- 終わりよければすべてよし（2021年5月、演出：吉田鋼太郎） - パローレス 役
- オセロー（2024年6月 - 7月、演出：鵜山仁）- オセロー 役[3]
- もうひとりのわたしへ（2025年6月、演出：五戸真理枝）[4]
- リア王（2025年10月 - 11月〈予定〉、演出：フィリップ・ブリーン） - ケント伯爵 役[5]

#### 中止
- ジョン王（2020年6月、演出：吉田鋼太郎） - ジョン王 役
  - 2020年5月7日、新型コロナウイルスの感染拡大を受け、全公演を中止することが発表された[6][7]。
  - 2022年12月26日からBunkamuraシアターコクーンほかで上演予定[8]。

#### 降板
- 欲望という名の電車（2022年10月 - 11月、演出：高橋正徳）
  - 2022年9月8日、肝機能障害と慢性疲労症候群およびメンタルヘルスに於ける不調の診断を受けたため、降板することを発表[9][10]。

### 映画
- カンゾー先生（1998年）
- 独立少年合唱団（2000年）
- 極道の妻たち 地獄の道づれ（2001年）
- シュアリー・サムデイ（2010年） - 宮城祐 役
- 空母いぶき（2019年） - 清家博史 役[11]
- 太陽は動かない（2021年） - ジミー・オハラ 役[12]
- シン・ウルトラマン（2022年）[13]

### テレビドラマ
- 私立探偵濱マイク 第1話（2002年、日本テレビ）
- 多摩南署たたき上げ刑事・近松丙吉7（2007年、テレビ東京）
- どんど晴れスペシャル（2011年、NHK）
- 80年後のKENJI 「銀河鉄道の夜」（2013年、NHK-BS）
- 相棒 season13 第10話「ストレイシープ」（2015年、テレビ朝日） - 飛城雄一 役
- ドラマスペシャル 家政婦は見た! 第2作（2015年、テレビ朝日） - 竹宮道夫 役
- サマー・ストーカーズ・ブルース（2015年、フジテレビ）
- 下町ロケット（2015年、TBS） - 巻田真介 役
- 植物男子ベランダー SEASON3（2016年、NHK） - 上林保 役
- グッドパートナー 無敵の弁護士（2016年、テレビ朝日） - 岸田英樹 役
- 重版出来!（2016年、TBS） - 加藤了 役
- NHK大河ドラマ
  - 真田丸（2016年） - 尾藤道休 役
  - 麒麟がくる（2020年） - 水野信元 役
  - 鎌倉殿の13人（2022年） - 和田義盛 役
- 死幣-DEATH CASH- 第5話（2016年、TBS） - 江栗馬村村長 役
- 逃げるは恥だが役に立つ 第8話・9話（2016年、TBS） - 神原 役
- 緊急取調室 SECOND SEASON 第3話（2017年、テレビ朝日） - 石原辰信 役
- 裕次郎は死なない〜心に刻まれた5つの物語〜（2017年、NHK BSプレミアム) - 石原裕次郎 役
- 刑事7人 シーズン3 第1話（2017年、テレビ朝日） - 桜田春樹 役
- 99.9-刑事専門弁護士- SEASON II 第6話（2018年、TBS） - 糸村信彦 役
- dele 第6話（2018年、テレビ朝日） ‐ 石森俊一 役
- ドラマW イアリー 見えない顔 第6話（2018年9月、WOWOW） - 大西 役
- THE GOOD WIFE / グッドワイフ 第1話（2019年、TBS） - 市原賢吾 役
- サイレント・ヴォイス 行動心理捜査官・楯岡絵麻 Season2 第6話（2020年、BSテレ東） - 成田孝行 役
- 恐怖新聞（2020年、東海テレビ・フジテレビ系） ‐ 小野田蔵之介 役
- ドラマW コールドケース 〜真実の扉〜 シーズン3 #1,2「鼓動」（2020年12月、WOWOW）- 牛久昌和 役
- ソロ活女子のススメ 第5話（2021年、テレビ東京） ‐ ギャルソン 役
- 明日、輝く（2025年、NHK総合） - 矢沢真人 役[14]
- 連続テレビ小説 あんぱん （2025年、NHK総合） - 島仙吉 中隊長 役[15]

### ネット配信ドラマ
- 全裸監督2 第6話 (2021年6月、Netflix) - 刑事 役

### 吹き替え
- アローン・イン・ザ・ダーク（2006年）
- ブルーブラッド 〜NYPD家族の絆〜（2011年、ユニバーサルチャンネル）

### CM
- ネオレスト「菌の親子編」（2015年、TOTO） - ビッグベン 役
- ソニー損保の新ネット火災保険（2020年、ソニー損保）

### その他コンテンツ
- 東京2023加賀プロジェクト - 加賀停太郎 役[16]
- いまこそ、シェイクスピア（2021年5月15日、NHK BSP）[17]
- ギョギョッとサカナ★スター（2022年4月8日 -、NHK Eテレ） - ナレーター
  - 超ギョギョッとサカナ★スター（2022年5月8日 - 9月25日 、NHK総合）

### ラジオ
- ラジオシアター〜文学の扉（TBSラジオ）
  - 「盗まれた白い象」（2012年11月25日・12月2日）[18]
  - 「マックウィリアムズ夫人と稲妻」（2015年1月4日）
  - 「マックウィリアムズ夫妻と盗難警報器」（2015年1月11日）
  - 「行人」（2017年12月10日・17日）
- 青春アドベンチャー（NHK-FM）
  - 「白狐魔記 蒙古の波」（2014年9月29日 - 10月10日）
  - 「1492年のマリア」（2016年6月27日 - 7月8日）
  - 「天下城」（2017年11月13日 - 24日） - 戸波市郎太(成人) 役
  - 「イレーナの帰還」（2020年2月3日 - 28日）
  - 「悠久のアンダルス」（2020年7月27日 - 8月7日）
  - 「太陽の城 月の砦」（2024年2月26日 - 3月8日）